# Platynectes decemnotatus
Platynectes decemnotatus är en skalbaggsart som först beskrevs av Aubé 1838.  Platynectes decemnotatus ingår i släktet Platynectes och familjen dykare. Inga underarter finns listade i Catalogue of Life.